# Janik Haberer
Janik Haberer (* 2. April 1994 in Wangen im Allgäu) ist ein deutscher Fußballspieler, der im zentralen Mittelfeld spielt, aber auch oft als Mittelstürmer eingesetzt wird. Er steht seit Juli 2022 beim 1. FC Union Berlin unter Vertrag.

## Karriere

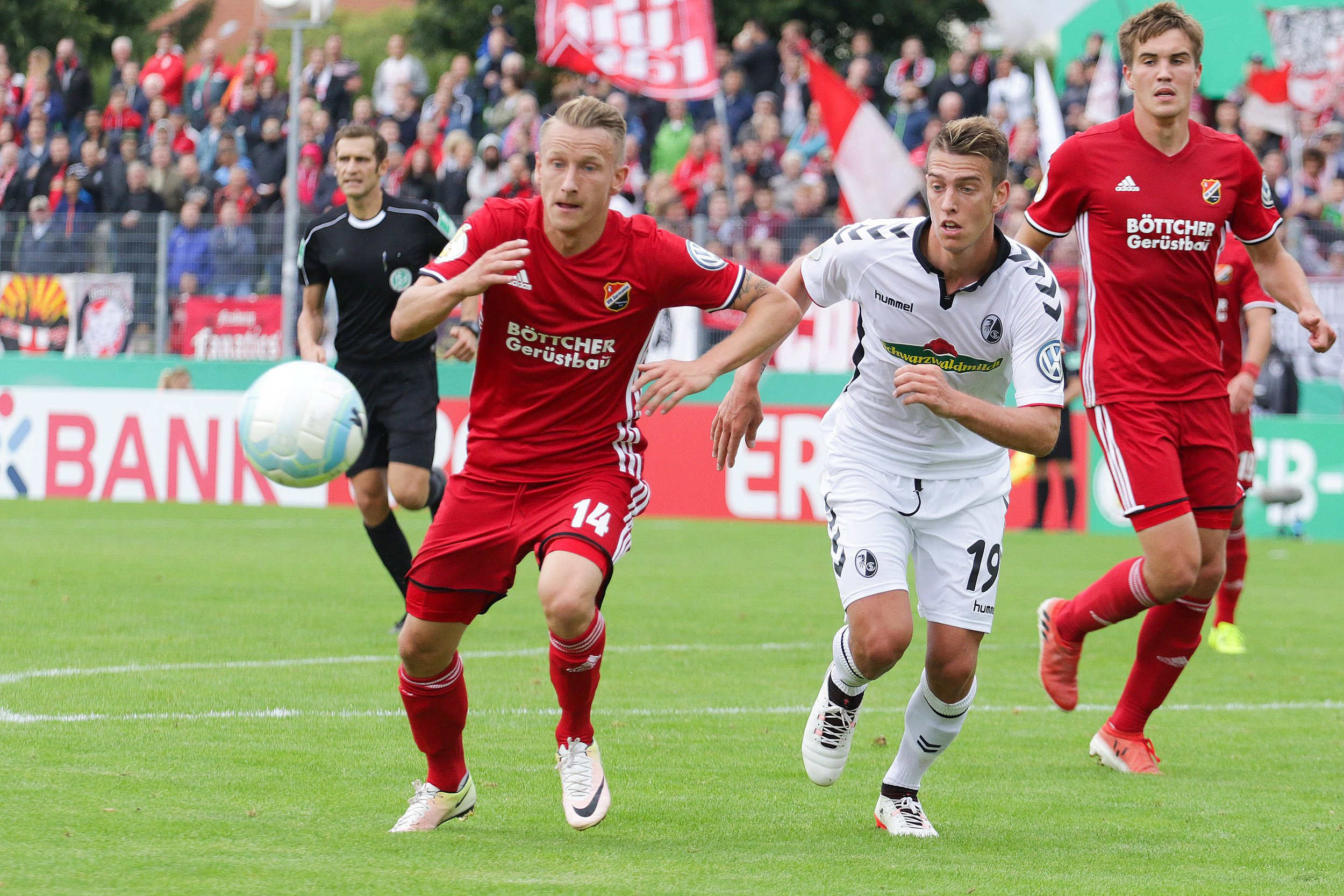
Haberer im Trikot des SC Freiburg

Haberer wechselte mit 16 Jahren im Januar 2011 vom FC Memmingen zur SpVgg Unterhaching. Dort spielte er erst in der B-Jugend und wurde dann in der Saison 2011/12 mit 17 Jahren in der A-Jugend in der A-Junioren-Bundesliga eingesetzt. Dort machte er durch eine gute Entwicklung auf sich aufmerksam. Daher bestritt er ab dem 6. Januar die Vorbereitung auf die Rückrunde mit der Profimannschaft und überzeugte dabei Trainer Heiko Herrlich.
Obwohl noch für die U-19 spielberechtigt, debütierte Haberer im Alter von 17 Jahren, zehn Monaten und zwei Tagen in der Saison 2011/12 für die Profimannschaft in der 3. Liga, als er am 4. Februar 2012, dem 24. Spieltag der Saison, im Auswärtsspiel gegen den Chemnitzer FC (1:5) in der Startelf stand. Im April 2012 unterschrieb Haberer bei der SpVgg seinen ersten Profi-Vertrag. Am letzten Spieltag der Saison 2011/12 erzielte Haberer im Auswärtsspiel gegen den 1. FC Saarbrücken (2:4) in der 74. Minute sein erstes Profitor.
In der Winterpause der Saison 2014/15 wechselte Haberer in die Bundesliga zur TSG 1899 Hoffenheim. Er unterschrieb am 17. Januar 2014 einen Kontrakt über viereinhalb Jahre bis zum 30. Juni 2018. In seiner ersten Saison in Hoffenheim kam Haberer lediglich in der zweiten Mannschaft in der viertklassigen Regionalliga Südwest zum Einsatz.
Um Spielpraxis auf höherem Niveau zu sammeln, wurde Haberer zur Saison 2015/16 in die 2. Bundesliga an den VfL Bochum ausgeliehen.
Zur Saison 2016/17 wechselte Haberer zum Bundesliga-Aufsteiger SC Freiburg. Beim 1:1-Unentschieden gegen Bayer 04 Leverkusen am 13. Spieltag dieser Saison erzielte Haberer seinen ersten Bundesligatreffer.
Nach seinem Vertragsende in Freiburg wechselte Haberer zur Saison 2022/23 innerhalb der Bundesliga ablösefrei zum 1. FC Union Berlin.

## Erfolge
Nationalmannschaft
- U-21-Europameister: 2017